# Synagoge (Bijeljina)

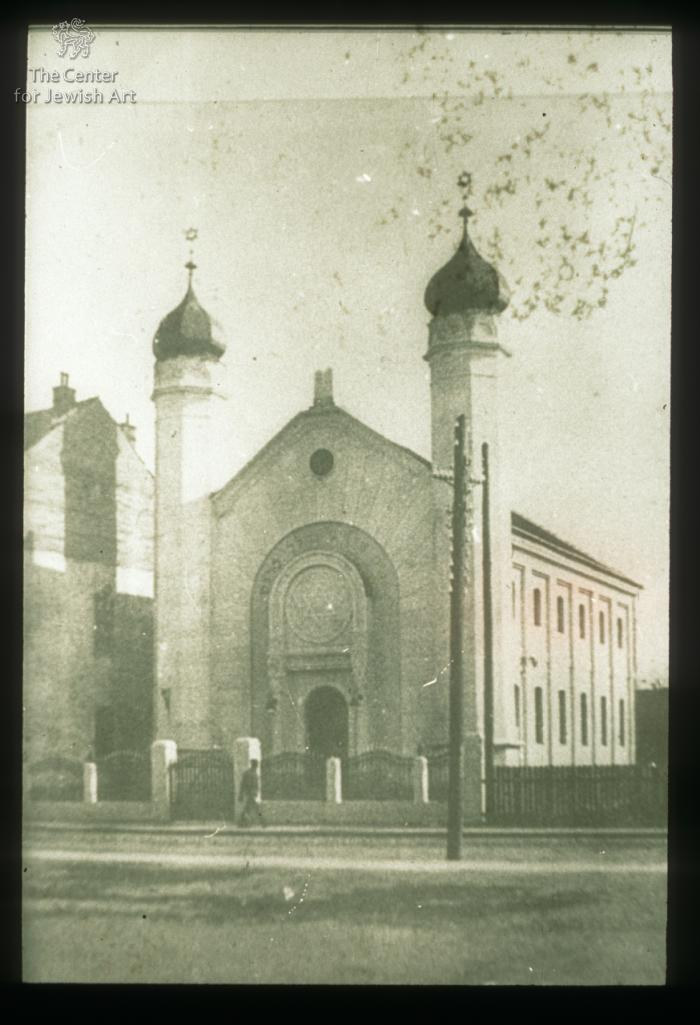
Synagoge in Bijeljina

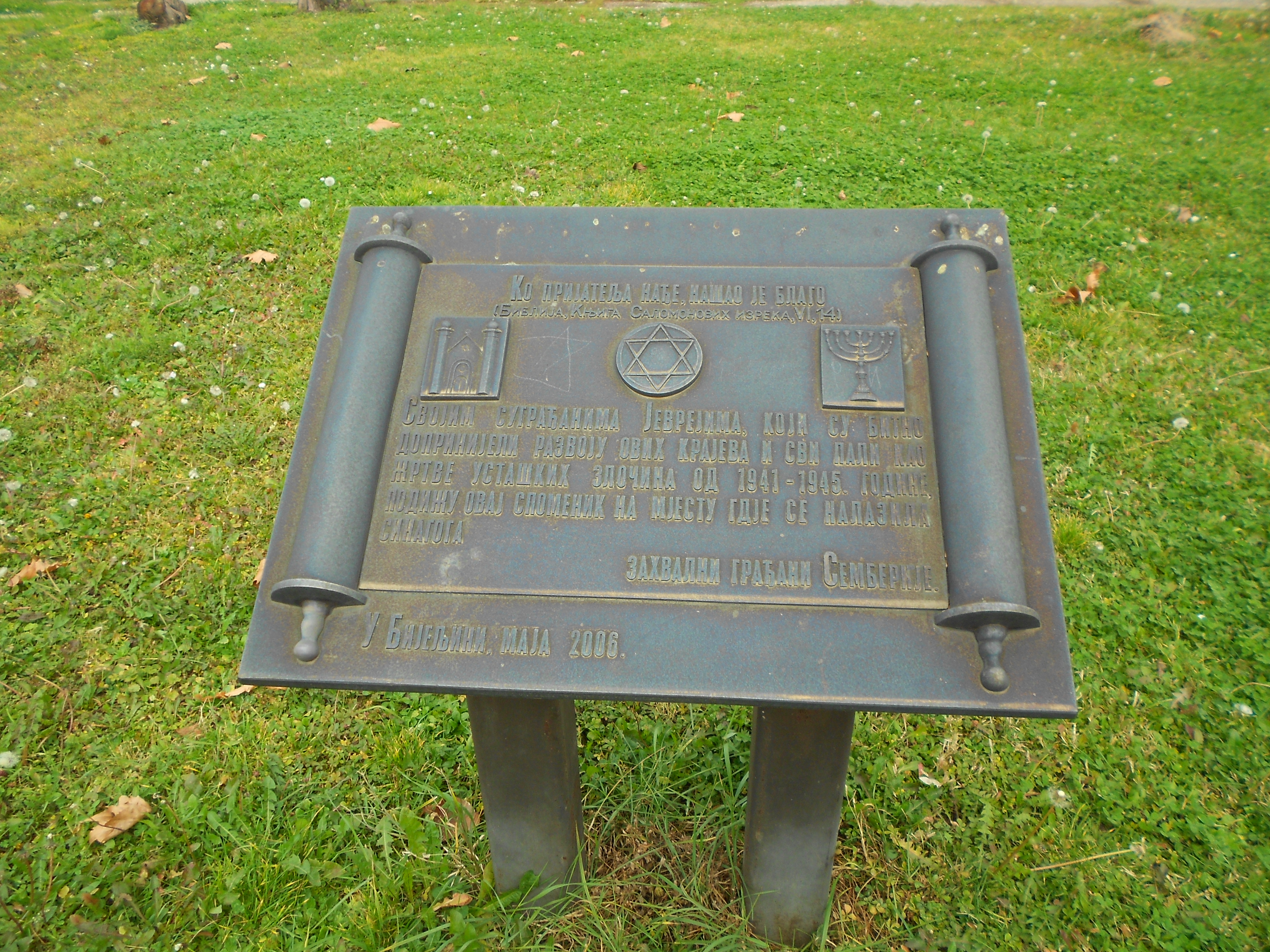
Gedenkplatte am ehemaligen Standort der Synagoge

Die Synagoge in Bijeljina war ein jüdischer Sakralbau der Stadt im Nordosten von Bosnien und Herzegowina.

## Geschichte
Die jüdische Gemeinde von Bijeljina gehörte im frühen 20. Jahrhundert zu den größten des Landes, obwohl sie erst ab dem Jahr 1851 entstand, als erste sephardische Juden aus Sarajevo, Skopje und Thessaloniki in die Stadt einwanderten, nachdem die Reform des Omer Pascha Latas im Jahr 1850 verabschiedet worden war. Im Jahr 1865 waren bereits 93 männliche Häupter jüdischen Glaubens in der Stadt und sie galten damals noch als die einzigen im gesamten Sandschak Zvornik. Mit dem Okkupationsfeldzug in Bosnien im Jahr 1878 übernahm Österreich-Ungarn das Land vom Osmanischen Reich, und nun zogen auch aschkenasische Juden nach Bijeljina um. Es gab eine eigene Schule (Ladino Meldar), ein Kulturverein bildete sich, ein Chor und eine Bibliothek wurden gegründet sowie Geschäfte eröffnet. Schon 1867 gab es nachweisbar eine sephardische Synagoge in Bijeljina. Der erste aschkenasische Jude wird im Jahr 1890 erwähnt.
Im Jahr 1879 lassen sich 149 Juden in der Stadt nachweisen, was 2,44 Prozent der Einwohner entsprach. Im Jahr 1910 waren es 429 Personen bzw. 4,26 Prozent. Von den damals 447 Juden des Bezirks Bijeljina waren nur 47 aschkenasisch. Danach sank die Zahl der Juden durch Abwanderung. Juden waren zeitweise im Stadtrat und in Schlüsselpositionen im Handel der Stadt vertreten, betrieben ein Hotel und ein Kino. Auch das Krankenhaus wurde durch einen Juden, dem angesehenen Arzt Jakob Kohut, der hier fast 40 Jahre lang wirkte, gegründet. Sie lebten in keinem separaten Viertel, sondern über die Stadt verteilt.
Nach dem Holocaust gab es in keiner jüdischen Gemeinde außer Sarajevo mehr als zehn Familien. Auch nach Bijeljina kehrten nur vereinzelt Juden zurück, nachdem von 350 jüdischen Einwohnern 318 ermordet worden waren. Allein 193 von ihnen starben im KZ Jasenovac, wohin sie im Jahr 1941 deportiert wurden. Im Jahr 2006 wurde auf dem ehemaligen Friedhof sowie an der Stelle, an der die Synagoge bis zu ihrer Zerstörung stand, je ein Denkmal für die Opfer des Holocausts errichtet. Heute ist die Stelle der Synagoge ein kleiner Park. Sie war im Zweiten Weltkrieg zunächst in einen Stall oder eine Scheune umgewandelt worden und brannte später ab. Nach dem Krieg wurde das ruinierte Gebäude abgerissen.

## Baugestalt
Die Synagoge wurde im Jahr 1895 im orientalisierenden Stil erbaut. Sie diente sephardischen und aschkensaischen Juden gleichermaßen, die bis dahin eigene Tempel besaßen. Es war der Rabbiner Avram Levi, der beide Synagogen versöhnte und zu einer vereinigte. Dennoch gab es weiterhin zwei Rabbiner. Das Gebäude besaß zwei, den Eingang flankierende, achteckige Türme mit Zwiebelhauben, die von Davidsternen bekrönt waren. Die Straßenfront war als großes Portal mit einem weiteren Davidstern ausgestaltet, der sich über dem Eingang befand. Von der rundbogigen Portal-Einfassung führten strahlenförmige Rillen zu den Rändern. In diesem großen Torbogen stand eine hebräische Inschrift. Wie die meisten sephardischen Synagogen des Landes wurde sie zweietagig gebaut, wobei die Oberetage in der Form einer Galerie den Frauen zum Gebet vorbehalten war. Der Betraum war sechsachsig mit rechteckigen Fenstern, die in Vertiefungen eingefügt waren. Ein Lattenzaun umgab das Grundstück.

## Jüdischer Friedhof
Von der gemeinsamen Geschichte zeugt noch der jüdische Friedhof in der Straße „Sremska“ mit seinen 75 Grabsteinen, die mehrheitlich aus dem 20. Jahrhundert stammen und nur noch die letzten Reste des Friedhofs darstellen, der einst 1000 m² groß war. Sie sind auf Deutsch und Serbokroatisch beschriftet. Letztmals wurde ein Grab auf dem Friedhof im Jahr 1940 belegt.